# 333205 Nair
333205 Nair è un asteroide della fascia principale. Scoperto nel 2009, presenta un'orbita caratterizzata da un semiasse maggiore pari a 1,936202 UA e da un'eccentricità di 0,025466, inclinata di 22,258152° rispetto all'eclittica.
Hari Nair è un ingegnere informatico statunitense specializzato nella ricerca. Ha sviluppato strumenti software per valutare e realizzare modelli tridimensionali di alta qualità, costruiti dal team di OSIRIS-REx a partire da immagini e dati dell'altimetro della sonda OSIRIS-REx — elementi fondamentali per il successo della raccolta di campioni dall'asteroide Bennu.